# Республика Закистан
Республика Закистан (англ. Republic of Zaqistan) — виртуальное государство, расположенное в округе Бокс-Элдер, штат Юта (США). Основана самопровозглашённым президентом Заком Ландсбергом. Государство бесплатно предоставляет гражданство всем желающим с возможностью получить паспорт за 50$.

## История
26 июля 2005 года Зак Ландсберг, художник и скульптор из Бруклина, приобрёл на eBay два акра земли в северо-западной пустыне штата Юта за 610$. Независимость этой территории была провозглашена 19 ноября 2005 года первыми двадцатью пятью гражданами.
19 декабря 2015 года в честь 10-й годовщины независимости Закистана в её столице был установлен монумент.